# Stairway to Fairyland
Stairway to Fairyland è il primo album della band Power metal tedesca Freedom Call.

## Tracce
1. Over the Rainbow – 5:51
2. Tears Falling – 5:37
3. Fairyland – 5:28
4. Shine On – 5:42
5. We Are One – 4:54
6. Hymn to the Brave – 3:59
7. Tears of Taragon – 6:54
8. Graceland – 5:34
9. Holy Knight – 5:00
10. Another Day – 5:51

Le versioni commercializzate in Giappone e Corea del Sud contengono una traccia bonus, Kingdom Come.

## Formazione
- Chris Bay – voce, chitarra, tastiere
- Sascha Gerstner – chitarra
- Ilker Ersin – basso
- Dan Zimmermann – batteria